# Silk Way Airlines
Silk Way Airlines ist eine aserbaidschanische Frachtfluggesellschaft mit Sitz in Baku und Basis auf dem Flughafen Baku.

## Geschichte
Silk Way Airlines wurde 2001 gegründet und nahm am 6. Oktober 2001 mit regelmäßigen und Charterflügen ihren Betrieb auf. Seit April 2009 ist sie die erste aserbaidschanische private Fluglinie mit Flächenflugzeugen, die nach dem Qualitätsstandard ISO 9001 zertifiziert wurde. Zu den Kunden zählt seit einigen Jahren auch die Bundeswehr, die von Silk Way militärische Güter transportieren lässt.
Ende 2011 erwarb Silk Way Airlines eine Frachthalle auf dem Flughafen Frankfurt-Hahn.
Mit Silk Way West Airlines besitzt Silk Way Airlines eine Tochtergesellschaft mit Boeing-Frachtflugzeugen.

## Flugziele
Silk Way Airlines bietet von Baku aus Ziele in Asien und Europa an, darunter die deutschen Flughäfen Leipzig/Halle und Frankfurt-Hahn.

## Flotte

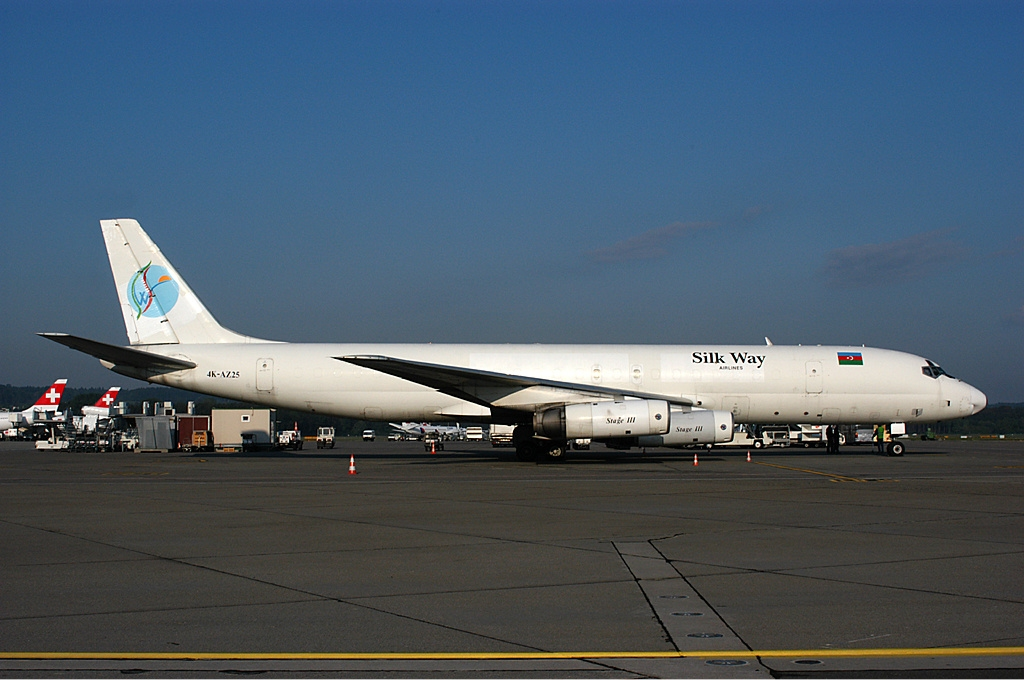
Douglas DC-8-62 der Silk Way Airlines

### Aktuelle Flotte
Mit Stand März 2023 besteht die Flotte der Silk Way Airlines aus vier Flugzeugen mit einem Durchschnittsalter von 21 Jahren:
| Flugzeugtyp          | Anzahl | bestellt | Anmerkungen |
| -------------------- | ------ | -------- | ----------- |
| Iljuschin Il-76TD    | 2      |          |             |
| Iljuschin Il-76TD-90 | 2      |          |             |
| Gesamt               | 4      |          |             |

### Ehemalige Flugzeugtypen
- Antonow An-12BP
- Antonow An-178
- Boeing 737 MAX 8
- Boeing 747-400
- Douglas DC-8-62

## Zwischenfälle

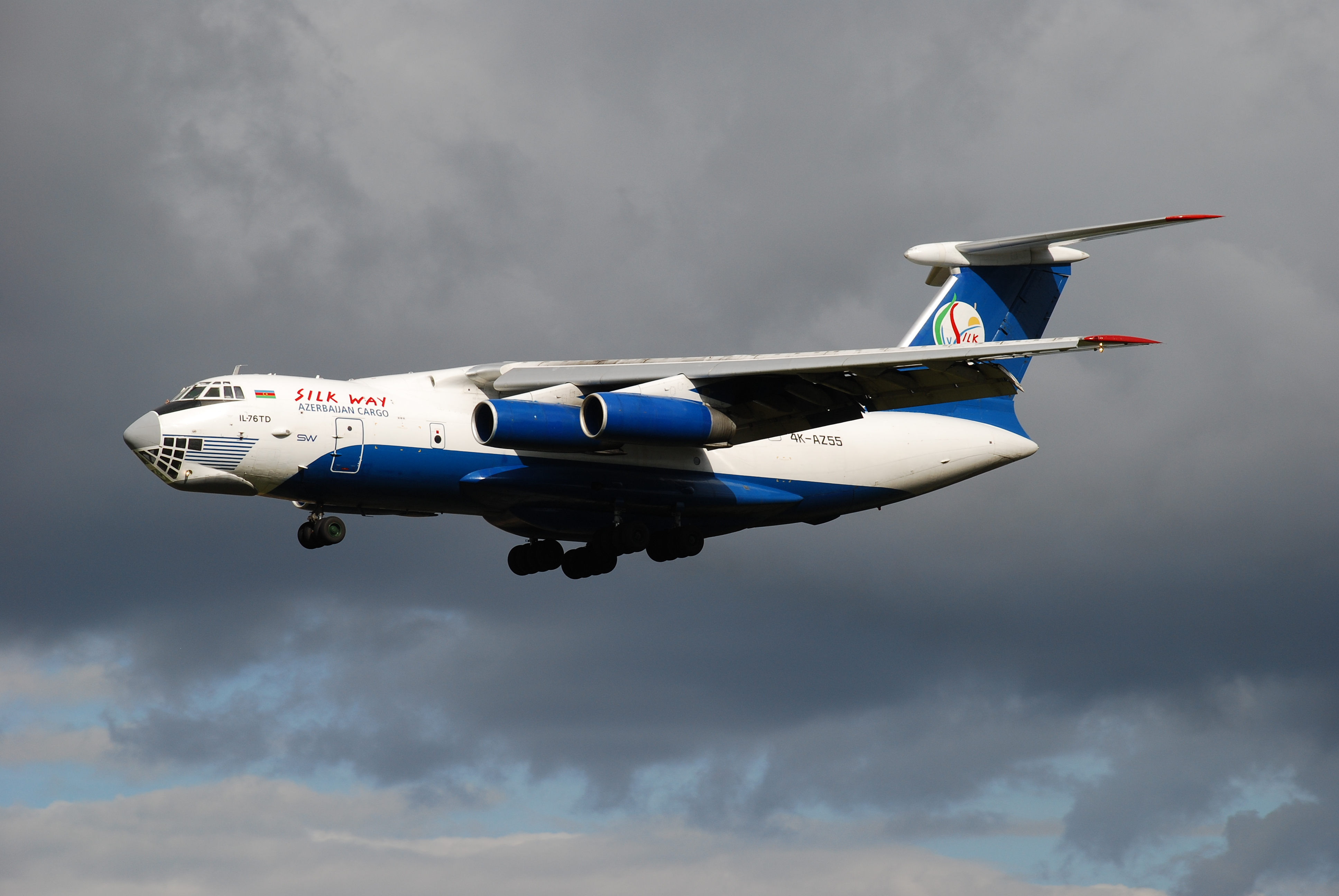
Die am 6. Juli 2011 zerstörte IL-76TD 4K-AZ55 der Silk Way Airlines

- Am 18. Mai 2004 stürzte eine Iljuschin Il-76TD der Silk Way Airlines (Luftfahrzeugkennzeichen 4K-AZ27) kurz nach dem Start vom Flughafen Ürümqi-Diwopu (Uigurisches Autonomes Gebiet Xinjiang, China) ab. Alle sieben Insassen kamen ums Leben.[6]

- Am 6. Juli 2011 wurde eine Iljuschin Il-76TD der Silk Way Airlines (4K-AZ55) während eines Frachtfluges von Baku zur Bagram Air Base in Afghanistan beim Anflug in einen Berg geflogen (Controlled flight into terrain) und brannte aus. Keines der neun Besatzungsmitglieder überlebte den Unfall.[7]

- Am 18. Mai 2016 raste eine Antonow An-12 der Silk Way Airlines (4K-AZ25) beim Start auf dem Flugplatz Camp Dwyer in Afghanistan mit 220 km/h über die Flugplatzgrenze hinaus, da eines der Triebwerke bewusst im Leerlauf betrieben wurde und die Maschine nicht abhob. Beim Aufprall entstand ein Feuer, und 7 der 9 Besatzungsmitglieder starben.[8][9]

## Waffentransporte für Terroristen
Im Juni 2017 enthüllte eine Reportage der führenden bulgarischen Zeitung Trud, die renommiert in Sachen investigativen Journalismus zu Verbrechensthemen ist, wie Silk Way Airlines eine Gesetzeslücke in den internationalen Luftfahrt- und Transportvorschriften ausnutzte, um für Waffenhersteller und Privatunternehmen Waffen zu transportieren – größtenteils in Enklaven von Terroristen in Syrien sowie in andere Konfliktzonen, darunter in Zentralasien und Afrika. Unter der Regulierung der International Air Transport Association (IATA) ist der Transport militärischer Ausrüstungen durch die Zivilluftfahrt nicht erlaubt. Um dieses Verbot zu umgehen, beantragte Silk Way Airlines diplomatische Befreiung für Flugzeuge und Fracht (diplomatische Charter-Flüge) über lokale Behörden. Dadurch konnte man schwere Waffen sowie Munition und weißen Phosphor in Kriegsgebiete weltweit fliegen, z. B. in den Irak, nach Afghanistan, Pakistan, Syrien, sowie in Länder Afrikas wie Kongo und Burkina Faso.
Veröffentlicht wurde hierzu die Korrespondenz zwischen dem Außenministerium Bulgariens und der Botschaft Aserbaidschans in Bulgarien. Darunter befanden sich Dokumente über Waffen-Deals und diplomatische Freigaben für den Überflug und das Landen in Bulgarien und vielen anderen Ländern Europas, den USA, Saudi-Arabien, den VAE, der Türkei und weiteren Ländern. Die Dokumente enthüllen, wie Waffenhersteller aus den USA Waffen im Wert von über einer Milliarde Dollar über Silk Way Airlines verschoben, wie auch Unterlieferanten wie die Firmen ″Purple Shovel LLC″ aus Sterling, Virginia, die für das US-Verteidigungsministerium tätige ″Culmen International LLC″ aus Alexandria und die Waffen-Lieferfirma ″Chemring Military Products″ aus Perry, Florida. Als Silk Way Airlines weitere Flugzeuge benötigte, transportierten auch Jets der Luftwaffe Aserbaidschans die militärische Ausrüstung. Die Veröffentlichungen benannten verantwortliche Behörden vieler Länder (aus Bulgarien, Tschechien, Ungarn, Israel, Polen, Rumänien, Serbien, der Slowakei, der Türkei, und auch das Militär von Saudi-Arabien, der VAE, das Militär von Deutschland und Dänemark in Afghanistan und das von Schweden im Irak, sowie das US Special Operations Command (USSOCOM)), die "ein Auge zudrückten und angebliche Diplomatenflüge ermöglichten für Transporte von tonnenweise Waffen für militärische Zwecke in Zivilflugzeugen."
Silk Way Airlines dementiert auf der offiziellen Website mit Dokumenten die Anschuldigungen.